# Nerax hubbelli
Nerax hubbelli là một loài ruồi trong họ Asilidae. Nerax hubbelli được James miêu tả năm 1953. Loài này phân bố ở vùng Tân nhiệt đới.